# دبلوماسية فخ الديون

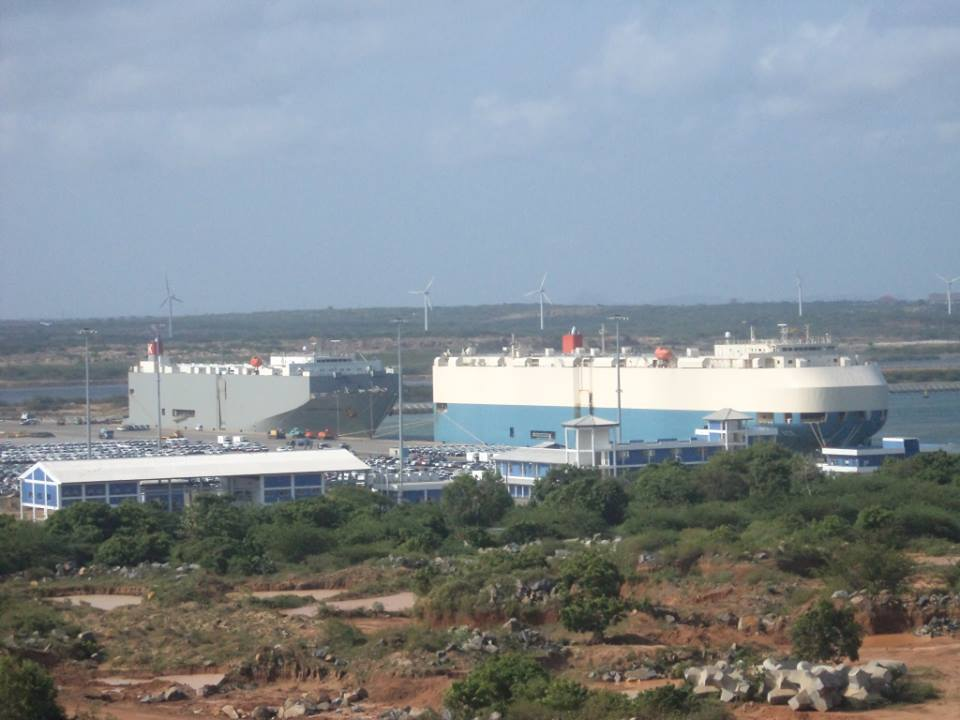
قروض من الصين لبناء ميناء هامبانتوتا في سريلانكا تم الاستشهاد به كمثال على دبلوماسية مصيدة الديون، بعد أن تخلفت سريلانكا عن السداد ومنحت بعد ذلك عقد إيجار لمدة 99 عامًا للصين بدلاً من السداد

دبلوماسية فخ الديون هي مصطلح يستخدم كانتقادات للسياسة الخارجية للحكومة الصينية. يزعم النقد أن الصين تعمد تقديم ائتمان مفرط إلى بلد مدين آخر بنية مزعومة لاستخراج تنازلات اقتصادية أو سياسية من الدولة المُدينة عندما تصبح غير قادرة على الوفاء بالتزاماتها المتعلقة بالديون (في كثير من الأحيان الإقراض القائم على الأصول، مع الأصول بما في ذلك البنية التحتية). غالبًا ما لا يتم الإعلان عن شروط القروض، وعادةً ما يتم استخدام الأموال المقترضة لدفع المقاولين من الدولة الدائنة. على الرغم من الانتقادات التي وجهتها الولايات المتحدة ودول أخرى، فإن رواية «دبلوماسية فخ الديون» قد تم فضحها من قبل عدد متزايد من العلماء والمحللين.[هل المصدر موثوق به؟]

## الوصف
يُصاغ مصطلح «دبلوماسية فخ الديون» بعد الاستثمار الأجنبي المتزايد للصين في بلدان أخرى. يشير المحللون مؤخرًا في وسائل الإعلام باللغة الإنجليزية إلى المصطلح فيما يتعلق بالسياسة الخارجية للصين، خاصة في ظل حكم شي جين بينغ. وسعة شي جين بينغ المساعدات الخارجية للصين، والاستثمار في البنية التحتية والمشاركة في الطاقة والترابط. تعتبر الصين رائدة على مستوى العالم في تطوير البنية التحتية، حيث شهدت نمواً اقتصادياً سريعاً منذ إصلاحها وانفتاحها في ظل دنغ شياو بينغ بسبب إستراتيجيتها للتنمية القائمة على البنية التحتية. تُعتبر هذه السياسة دبلوماسية في فخ الديون لأنه بمجرد فشل الاقتصادات المدينة في خدمة قروضها، يُقال إنها تخضع للضغوط لدعم مصالح الصين الجيواستراتيجية. بعض المعلقين، على سبيل المثال، يؤكدون أن الصين تدعم الأنظمة القمعية بطريقة استعمارية جديدة من خلال قروض ذات معدلات عالية، بهدف إكراه هذه الدول بمجرد تقصيرها بحيث تتماشى مع الصين في القضايا الاستراتيجية والعسكرية الرئيسية. اتُهمت الصين بالحاجة إلى مفاوضات سرية تؤدي إلى تسعير غير تنافسي للمشاريع التي يجب أن تذهب فيها العطاءات إلى الشركات الصينية المملوكة للدولة أو المرتبطة بها والتي تتقاضى أسعارًا أعلى بكثير من الرسوم المفروضة في السوق المفتوحة، ويجب إغلاق العطاءات.
تم استخدام المصطلح لوصف ممارسات القروض في الصين مع بعض الدول النامية. يزعم منتقدو ممارسات الإقراض الصينية أن العديد من القروض المرتبطة بمبادرة الحزام والطريق الصينية لبناء مشاريع البنية التحتية التي تستخدم مقاولين صينيين في البلدان النامية ذات المواقع الاستراتيجية هي نوع من دبلوماسية فخ الديون. الانتقادات في كل من وسائل الإعلام الغربية والهندية والأفريقية انتقدت وسائل الإعلام أيضا الشروط السرية للقروض وكذلك ارتفاع أسعار الفائدة. ومن الأمثلة على ذلك قرض عام 2006 الممنوح لتونغا، والتي سعت إلى تحسين بنيتها التحتية. في الفترة من 2013 إلى 2014، عانت البلاد من أزمة ديون لأن البنك التصدير والاستيراد الصيني، الذي تدين الدول بالقروض، وإن لم تسدد الدولة الديون لم تغفر لها الصين. حصلت القروض على 44٪ من الناتج المحلي الإجمالي لتونغا.
أشار محللون غربيون إلى أن دبلوماسية فخ الصين المزعومة قد تخفي نوايا الهيمنة وتحديات سيادة الدول. كما تم اتهام هذه السياسة بفرض صفقات تجارية ومالية غير عادلة لأن الدول التي تعاني من ضائقة مالية غير قادرة على مقاومة أموال بكين.

## رد الفعل الدولي

### انتقاد الصين
يحذر المحلل الغربي من أن الأموال التي تستثمرها الصين في إفريقيا قد تساعدها في سد الفجوة لاحتياجاتها من البنية التحتية، لكن هذه الممارسة غير أخلاقية. أصبحت الديون المتزايدة للدول النامية في العالم من الصين جزءًا من تاريخ النمو الاقتصادي. يقال إن النهج البعيد المدى الذي تتبعه الصين في الترويج لتاريخ الإقراض الخاص بها مثير للغاية.  وجدت الدراسات التي أجراها خبراء اقتصاديون في ممارسات الصين أن أنماط الإقراض المصرفي في الصين يتم إجراؤها بشكل مقصود لفخ الحكومات وجمع الفرص الاستراتيجية للصين. يشرح الأستاذ الهندي براهما تشيلاني «من الواضح أنه جزء من رؤية الصين الجيوستراتيجية».
يقال إن النهج البعيد المدى الذي تتبعه الصين في الترويج لتاريخ الإقراض الخاص بها مثير للغاية. وجدت الدراسات التي أجراها خبراء اقتصاديون في ممارسات الصين أن أنماط الإقراض المصرفي في الصين يتم إجراؤها بشكل مقصود لفخ الحكومات وجمع الفرص الاستراتيجية للصين. يشرح الأستاذ الهندي براهما تشيلاني أنه «من الواضح أنه جزء من رؤية الصين الجيوستراتيجية». الأهم من ذلك، سمح للصين بالتدخل في اقتصاد البلاد واكتساب ميزة إستراتيجية في إفريقيا والبلدان المضيفة الأخرى. صرح جوناثان هيلمان، مدير مشروع إعادة ربط آسيا لمركز الدراسات الاستراتيجية والدولية «إذا كان بإمكانه حمل البضائع، فيمكنه حمل الجنود».

### انتقاد المصطلح
يدعي المحلل، السفير تشاس و. فريمان، الابن (USFS ، Ret.) أن «سياسة فخ الديون» هي «عبارة سريعة» اخترعها جدلي هندي «وهذا هو» المثال الوحيد لما يسمى «فخ الدين»  التي تم الاستشهاد بها على الإطلاق هي ميناء هامبانتوتا، بتكليف من رئيس سريلانكا الاستبدادي منذ الإطاحة به لتمجيد مسقط رأسه. هامبانتوتا هو أقل مثال على «فخ الديون» بدلاً من الأصول العالقة.
استجابةً للردود السلبية من القوى الغربية الأخرى، في المنتدى الأخير للتعاون الصيني الأفريقي (FOCAC) في سبتمبر 2018، كان هناك دعم سياسي أفريقي ساحق للعلاقة المستمرة مع الصين. صرح سيريل رامافوسا من جنوب إفريقيا بأنه «في القيم التي تروج لها، بالطريقة التي تعمل بها وفي التأثير الذي تحدثه على البلدان الأفريقية، يدحض FOCAC الرأي القائل بأن الاستعمار الجديد يسيطر على إفريقيا، لأن منتقدينا نحن نعتقد». تحدث الرئيس الكيني أوهورو كينياتا عن تقديره للدعم الصيني في تطوير البنية التحتية، وصرح رئيس بوتسوانا موكجيسي ماسيسي قائلاً: «إلى الصين، رئيسها ومواطنوها، فإننا نعجب بكم ونحترمكم تمامًا!»
وجد تقرير مبادرة الصين أفريقيا للبحوث الصادر في أغسطس 2018 أن «القروض الصينية ليست حاليًا من المساهمين الرئيسيين في محنة الديون في إفريقيا. ومع ذلك، فقد اقترضت العديد من الدول بكثافة من الصين وغيرها. وأي تعهدات جديدة بقروض منتدى حول التعاون بين الصين وأفريقيا ستأخذ على الأرجح عبء الديون المتزايد لأفريقيا بعين الاعتبار»
أولئك الذين اعترضوا على الانتقادات هم معهد لوي، جريدة تايمز العالمية والرئيس الرواندي بول كاجامي"

## أفريقيا
| سنة  | مليارات الدولارات الأمريكية $ |
| ---- | ----------------------------- |
| 2005 | 2                             |
| 2006 | 5                             |
| 2007 | 6                             |
| 2008 | 4                             |
| 2009 | 6                             |
| 2010 | 7                             |
| 2011 | 10                            |
| 2012 | 13                            |
| 2013 | 18                            |
| 2014 | 15                            |
| 2015 | 13                            |
| 2016 | 30                            |

منذ عام 2000، زادت البلدان الأفريقية بشكل سريع اقتراضها من الصين، بإجمالي 94.5 مليار دولار أمريكي حتى عام 2014، حيث تسعى إلى إنهاء اعتمادها على صندوق النقد الدولي والبنك الدولي، اللذين يطالبان بتحرير السوق مقابل الحصول على قروض. تعد الصين من أصحاب المصلحة الرئيسيين في اقتصاديات العديد من الدول الأفريقية ولها تأثير كبير على العديد من جوانب شؤون القارة. وفقًا لبحث تم إجراؤه كجزء من حملة ديون اليوبيل في أكتوبر 2018، تدين البلدان الأفريقية للصين بـ 10 مليارات دولار أمريكي في عام 2010، وزادت إلى أكثر من 30 مليار دولار بحلول عام 2016.
يعتبر إقراض الصين للدول الأفريقية جزءًا من طفرة استثمار خارجية واسعة النطاق، ويشكل جزءًا من سعيها لتأمين الوصول إلى المواد الخام وتصبح قوة اقتصادية عظمى. اعتبارًا من عام 2020، كانت البلدان الأفريقية التي لديها أكبر ديون صينية هي أنغولا (25 مليار دولار)، وإثيوبيا (13.5 مليار دولار)، وزامبيا (7.4 مليار دولار)، وجمهورية الكونغو (7.3 مليار دولار)، والسودان (6.4 مليار دولار).
في المجموع أقرض الصينيون 143 مليار دولار أمريكي للحكومات الأفريقية والشركات المملوكة للدولة بين عامي 2000 و 2017.

### مصر
الصين تمول العاصمة الجديدة بمصر، وانتقد اللواء أحمد زكي عابدين رئيس الشركة المصرية المملوكة للدولة المشرفة على العاصمة الجديدة، في مقابلة، إحجام الأمريكيين عن الاستثمار في مصر، قائلاً: "توقفوا عن الحديث إلينا عن حقوق الإنسان. تعالوا واعملوا معنا. الصينيون قادمون - إنهم يسعون إلى مواقف مربحة للجانبين، أهلا بالصينيين.

## أمريكا اللاتينية
في مقال في سي إن بي سي إن الاستثمار الصيني في أمريكا اللاتينية كان في توسع وأن المشروع تعرض لانتقادات شديدة وسط مزاعم عن دبلوماسية فخ الديون والاستعمار الجديد. وقد تم التعبير عن هذه المخاوف، خاصة في فنزويلا والإكوادور.
- الأرجنتين: مُنعت الأرجنتين من الوصول والإشراف على محطة تتبع الأقمار الصناعية الصينية على أراضيها.[38]
- الإكوادور: في مارس 2019، وافقت الإكوادور على اقتراض 4.2 مليار دولار أمريكي من صندوق النقد الدولي، بتكلفة 6٪ من الناتج المحلي الإجمالي السنوي، بينما لا تزال مدينة بـ 6 مليارات دولار أمريكي للبنك الدولي وبنك التنمية للبلدان الأمريكية. وافقت الإكوادور على بيع 80 إلى 90% من نفطها الخام إلى الصين حتى عام 2024 مقابل 6.5 مليار دولار أمريكي في شكل قروض صينية.[39]
- فنزويلا: في مقال تم نشره بواسطة مؤسسة كارنيغي للسلام الدولي، إن قروض الصين في فنزويلا ليست دبلوماسية فخ الديون ولا «إمبريالية دائنة»، ولكنها ببساطة أخطاء مالية «تخسر - تخسر» حيث من المحتمل أن يخسر الطرفان.[39]

## الدول الأخرى
قدمت الصين قروضًا إلى قيرغيزستان ولاوس وطاجيكستان ومنغوليا، وبناء طريق سريع وطني في الجبل الأسود، كجزء من مبادرة الحزام والطريق.
كما قدمت قروضًا بقيمة 19 مليار دولار أمريكي لباكستان كجزء من الممر الاقتصادي الصيني الباكستاني (CPEC) ومشاريع أخرى.
في ديسمبر 2018، ذكرت صحيفة نيويورك تايمز عن الأبعاد العسكرية الناشئة للاستثمارات، والتي وصفتها بأنها فخ ديون، وذكرت أنها تخضع للحوكمة والشفافية السيئة. كما قدمت الصين قرضًا بقيمة 115 مليون دولار أمريكي لتونجا لإعادة تطوير بنيتها التحتية، وقروضًا بقيمة 2 مليار دولار أمريكي لبابوا غينيا الجديدة بما يقرب من ربع ديونها الوطنية. لدى الصين العديد من مشاريع العمل الجارية في ترينيداد وتوباغو. من بينها حوض جاف شيدته الصين بقيمة 500 مليون دولار ومجمع صناعي بقيمة 102 مليون دولار في مدينة لا بريا غرب ترينيداد.
في أبريل 2021، طلب رئيس وزراء الجبل الأسود من الاتحاد الأوروبي مساعدة بلاده في سداد قرض بقيمة مليار دولار أمريكي لصالح بنك الصين للاستيراد والتصدير، حيث تم الإقتراض في عام 2014 لتمويل الطريق السريع A-1، وهو ما يمثل حوالي 25٪ من الدين الخارجي للبلد. في حالة عدم السداد، سيُمنح المقترض آلاف الهكتارات من الأراضي. اعتبر المشروع حسب دراستين أنه غير ممكن ولا مجدي اقتصاديًا من خلال دراستي جدوى أجراها البنك الأوروبي لإعادة البناء والتنمية وبنك الاستثمار الأوروبي، وبالتالي رفض الاتحاد الأوروبي مساعدة الجبل الأسود. حيث بلغت التكلفة 23.8 مليون دولار لكل كيلومتر، ويعتبر من أكثر الطرق السريعة تكلفة في جميع أنحاء العالم.